# Evsocialnost
Evsocialnost je najvišja stopnja organizacije znotraj skupin živali v kolonijah, ki jo določajo tri glavne značilnosti:
1. osebki iste vrste sodelujejo pri skrbi za zarod, pri čemer posamezni osebek skrbi (tudi) za potomce drugih
2. delitev dela med plodnimi in povsem ali pretežno sterilnimi osebki
3. prekrivanje generacij, kjer delo hkrati opravljajo osebki vsaj dveh generacij

Delitev dela loči osebke na specializirane podskupine, ki jim včasih pravimo kaste. Evsocialnost se razlikuje od drugih oblik socialnosti po tem, da osebki vsaj ene kaste trajno izgubijo vsaj eno sposobnost, ki je značilna za predstavnike druge kaste.
Evsocialnost se pojavlja pri žuželkah, rakih in sesalcih, najbolj pa so po tej lastnosti znani kožekrilci (čebele, mravlje, nekatere ose) in termiti.
O evsocialnosti je razpravljal že pionir evolucijske misli Charles Darwin v povezavi s pojmom posrednega fitnesa, sedaj razširjeno definicijo evsocialnosti pa je postavil ameriški biolog E. O. Wilson na osnovi opazovanja kolonij žuželk. Večina osebkov v koloniji se ne razmnožuje, vendar so vsi potomci ene samice – matice, kar pomeni, da s skrbjo za njen zarod in nov rod matic poskrbijo tudi za razširjanje svojih genov. Po teoriji W. D. Hamiltona je altruizem v naravi namreč odvisen od stopnje genetske podobnosti pripadnikov kolonije in ta je pri kožekrilcih posebej visoka: njihovi samci so haploidni, zato si delavka v povprečju deli 75 % alelov z vsako drugo delavko (50 očetovih in 0 do 50 materinih).